# الوكالة الوطنية لتنمية مناطق الواحات وشجر الأركان (المغرب)
الوكالة الوطنية لتنمية مناطق الواحات وشجر الأركان هي مؤسسة عمومية في المغرب، تم إحداثها في سنة 2010، وذلك بغرض حماية أشجار النخيل والأركان وتحسين إنتاجها واقتراح أو تفعيل مختلف المبادرات الرامية إلى صون مناطق الواحات بالمملكة المغربية. ويشمل مجال تدخل هذه الوكالة مناطق الواحات الموجودة في المناطق الصحراوية وشبه الصحراوية في الجنوب الشرقي للمملكة وكذا المجال الجغرافي لشجر الأركان.
وتتولى الوكالة الوطنية لتنمية مناطق الواحات وشجر الأركان، حسب قانون إحداثها، العمل على صون وحماية وتنمية أشجار النخيل، لا سيما من خلال وضع مشاريع اقتصادية واجتماعية لتحسين إنتاجها كما وكيفا وتطوير تسويقها وتوزيعها، وكذا توسيع مساحات غرس شجر الأركان، وإنجاز أو الإشراف على إنجاز مشاريع لتثمين وتسويق وتشجيع منتوجات شجر الأركان، وذلك في إطار عقود-برامج أو اتفاقيات.

وتعمل الوكالة على تشجيع عقلنة تدبير الموارد المائية وتثمينها ومحاربة التصحر وزحف الرمال في مناطق الواحات وشجر الأركان، وتشجيع البحث العلمي المتعلق بالأنظمة البيئية للواحات وبتنمية وحماية شجر الأركان، إضافة إلى العمل على إقامة منظومة لتوقع المخاطر وتأثير التغيرات المناخية على هذه المناطق وبيئتها. كما تتولى هذه المؤسسة الإسهام في إعداد وإنجاز مشاريع التنمية المحلية الهادفة إلى تحسين ظروف عيش سكان هذه المناطق والعمل على تحفيزهم وتشجيعهم على تنظيم نشاطهم بهدف تحسين دخلهم وتنمية منتوجاتهم، وذلك نظراً لكون مناطق الواحات وشجر الأركان تمثل 40 بالمائة من التراب الوطني، وتقطن بها 15 بالمائة من ساكنة المملكة. وتعد هذه المناطق حاجزا حقيقيا ضد زحف التصحر، ومحمية فريدة للتنوع البيولوجي مصنفة ضمن التراث العالمي لمنظمة اليونيسكو.

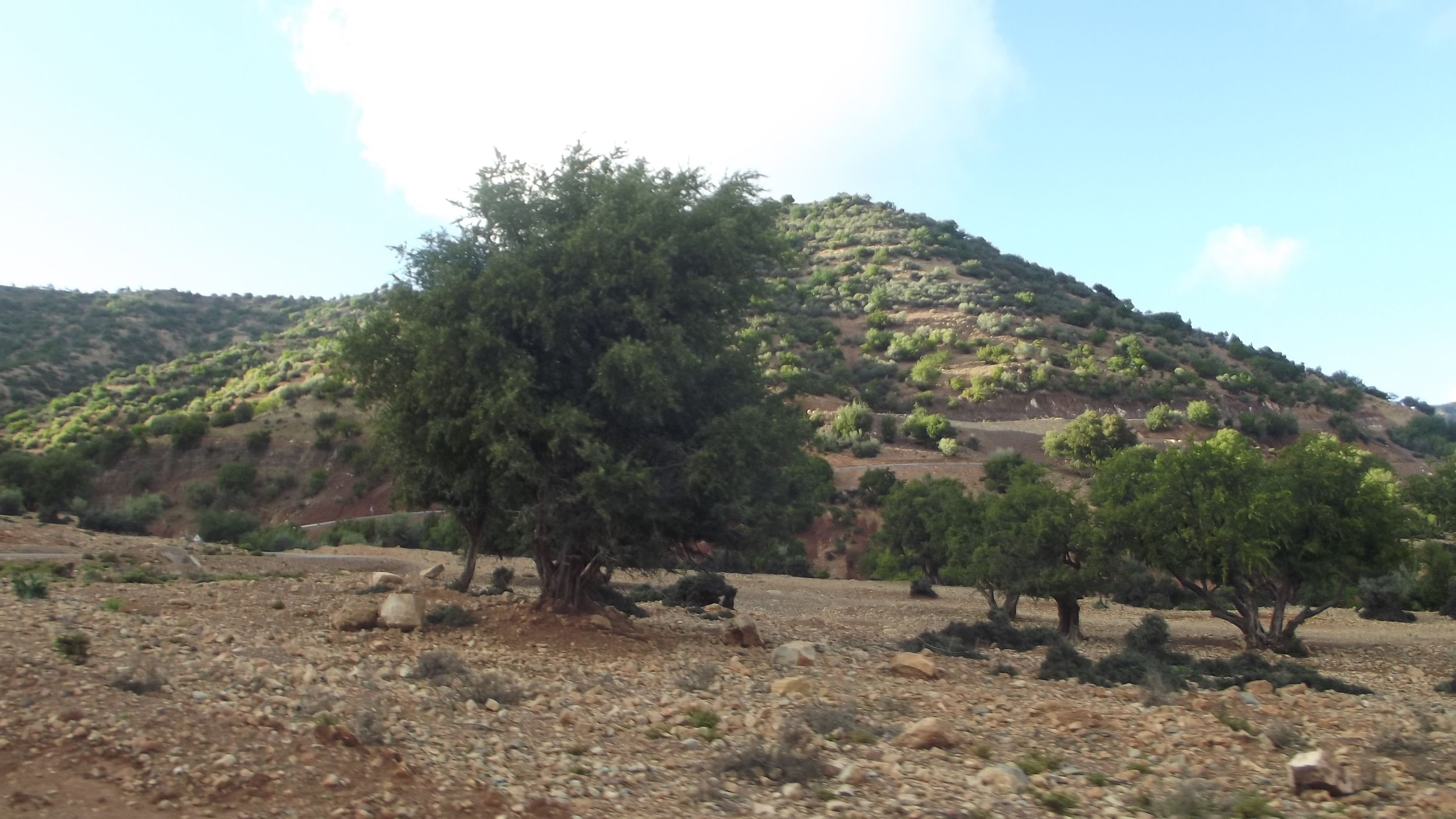
شجرة الأركان بأكادير المملكة المغربية.

### تنمية مناطق الواحات وشجر الأركان.. استراتيجية ملكية شاملة ومتكاملة للحفاظ على هذا التراث الاقتصادي والثقافي والايكولوجي
شهد المغرب خلال العقدين الأخيرين محطات كثيرة بارزة تمثلت في سلسلة من الأوراش التنموية، التي تركت بصماتها واضحة على كافة مناحي الحياة في المملكة. فبالنظر إلى ما تحقق اليوم بعد مرور 22 سنة من حكم جلالة الملك محمد السادس، نجد أن حصيلة الإنجازات الملكية شملت كافة المجالات، السياسية والاقتصادية والثقافية والإجتماعية وحتى البيئية، حيث لطالما كان البعد البيئي والحفاظ على الثروات الطبيعية بالمملكة أحد الانشغالات الأساسية لجلالته، من خلال وضع استراتيجيات ومبادرات تتسم بالانسجام والفعالية والنجاعة وتتميز بتسطير أهداف واضحة ومحددة.
لقد استطاع المغرب بفضل جلالته وضع برامج تنموية مستدامة تمكن من الحفاظ على الثروات الطبيعية بالمملكة على رأسها مناطق الواحات وشجرة الأركان التي تعد إرثا وطنيا وجزءا مهما من الموروث الطبيعي الوطني، عبر إحداث "الوكالة الوطنية لتنمية مناطق الواحات وشجر الأركان"، التي يشمل مجال تدخلها الواحات الموجودة في المناطق الصحراوية وشبه الصحراوية للمملكة، وكذا المجال الجغرافي لشجرة الأركان.
وتعمل الوكالة الوطنية لتنمية مناطق الواحات وشجر الأركان، منذ إحداثها سنة 2010، على مواكبة التنمية في فضاء كبير يمثل 40 في المائة من مساحة المملكة ويقطن به 15 بالمائة من ساكنتها الإجمالية، حيث أن الوكالة حققت نتائج مهمة في إطار برنامج 2012-2020، المتعلق بتحسين المؤشرات السوسيو اقتصادية بمناطق الواحات ومواكبة النظم البيئية للواحات وشجر الأركان.
وتعتبر المواكبة التنموية للوكالة بهذه المناطق مواكبة شاملة تشمل الولوج للخدمات الأساسية مثل الكهربة القروية والتزويد بالماء الصالح للشرب وتهيئة الطرق القروية والمساهمة في قطاعي التعليم والصحة وكذلك مواكبة الانشطة الاقتصادية خاصة في قطاعي الفلاحة والسياحة. كما تتوفر الوكالة على برامج خاصة لكل من المجموعات الإيكولوجية للواحات والأركان وذلك في إطار عقود برنامج.
وقد نجحت الوكالة سنة 2019 في تحقيق البرنامج الوطني لتنمية سلسلة النخيل المثمر بغرس 3 ملايين شتلة في أفق سنة 2020، وإعادة تنظيم وتكثيف استغلاليات النخيل الموجودة، التي تمثل 50 ألف هكتار، وإحداث مزارع عصرية (17 ألف هكتار)، وتثمين مجموع سلسلة النخيل المثمر.
وفيما يخص تثمين التمور، تم تسجيل زيادة هامة في الإنتاج، حيث انتقل الإنتاج، من 90 ألف طن في السنة إلى 127 ألف طن حاليا، وذلك بفضل الاهتمام بالواحات والمنتجين، خاصة الشباب منهم.
ولمواصلة وتعزيز هذه الجهود التنموية ذات الأبعاد البيئية والسوسيو اقتصادية، فإن الوكالة الوطنية لتنمية مناطق الواحات وشجر الأركان، تعتزم خلال نهاية هذه السنة، وضع استراتيجية جديدة على مدى 10 سنوات، من أجل خلق تنمية اقتصادية متكاملة بمناطق الواحات عبر إطلاق مشاريع تتعلق بمواكبة الشباب، وتأطيرهم وتنظيمهم في إطار تعاونيات، لخلق مناصب شغل جديدة بالقطاع السياحي في المجال الواحي ومناطق منظومة الأركان.
من جهة أخرى، ومن أجل تركيز جهود إنقاذ والحفاظ على هذا الإرث الوطني، أطلق صاحب الجلالة الملك محمد السادس سنة 2013، استراتيجية تنمية مناطق الواحات وشجر الأركان، التي تهم التنمية الشاملة والمندمجة لهذا التراب الإقليمي الذي يغطي 40 في المائة من التراب الوطني (05 جهات ، 16 إقليما و 400 جماعة).
وتروم هذه الاستراتيجية، التي تمت بلورتها تنفيذا للتعليمات الملكية السامية، على الخصوص، تحقيق التنمية البشرية للمناطق المستهدفة، وتثمين الموارد الاقتصادية والطبيعية والثقافية التي تزخر بها هذه المناطق، التي تعد حاجزا حقيقيا ضد زحف التصحر ومحمية فريدة للتنوع البيولوجي مصنفة ضمن التراث العالمي لمنظمة اليونيسكو.
وقد تجاوزت نتائج هذا الحرص الملكي على تنمية وتثمين هذا الموروث الطبيعي حدود المغرب، بداية بتصنيف شجر الأركان كمحمية طبيعية من قبل منظمة اليونيسكو سنة 1998، مرورا بانتشار صيت خصائص الأركان وتهافت شركات التجميل العالمية على زيت الأركان، ووصولا مؤخرا إلى تحقيق إنجاز متفرد من خلال إقرار يوم 10 ماي ابتداء من هذه السنة يوما عالميا لشجرة الأركان، بعد أن اعتمدت الجمعية العامة للأمم المتحدة بنيويورك القرار بالإجماع، بمبادرة من المغرب، والذي يأتي، تتويجا لجهود المملكة المغربية في تثمين شجرة الأركان، باعتبارها تراثا ثقافيا لا ماديا للإنسانية ومصدرا عريقا للتنمية المستدامة.
من جهة أخرى، أبرز السيد بن الطالب، مدير المجلة الدولية الافريقية و الأورومتوسطية في الحكامة والتنمية، أن إستراتيجية تنمية مناطق الواحات وشجر الأركان التي أطلقها صاحب الجلالة، ساهمت في بلوغ العديد من المنجزات على أرض الواقع، منها انخفاض معدل الفقر، حيث انتقل من 13.4 في المائة إلى 6.8 في المائة ما بين 2007 و 2019، وخلق أزيد من 92 ألف منصب شغل بمناطق تدخل وكالة تنمية مناطق الواحات وشجر الأركان بين 2012 و 2019.
وأضاف أن هذه الاستراتيجية ساهمت كذلك في تعزيز البنية التحتية والولوج للخدمات الأساسية، من كهربة قروية و التزود بالماء الشروب، علاوة على فك العزلة القروية للعديد من الدواوير بمناطق الواحات وشجر الأركان.
فيما يتعلق بسلسلة نخيل التمر، سجل الأستاذ بجامعة محمد الخامس بالرباط، أنه تمت العديد من عمليات التشجير وغرس فسائل النخل بمختلف الواحات المغربية، خاصة بدرعة تافيلالت في إطار مخطط المغرب الأخضر الذي يهدف إلى تحسين الإنتاج الفلاحي وربط الواحات بالتشغيل. وفي مجال الأركان، تم إحداث محميات محيطة بالأركان الفلاحي، وتقوية العمل التعاوني وتحسين تسويقه، وكذا تشجيع الزراعة البينية من النباتات العطرية والطبية.
هي إذن مجهودات جبارة في إطار استراتيجية ملكية شاملة ومتكاملة ذات أهداف واضحة ومحددة، عملت -ولا تزال- على الحفاظ وتنمية هذه الثروة الطبيعية النادرة، باعتبارها إرثا مغربيا خالصا ذو حمولات اقتصادية واجتماعية وثقافية وبيئية.

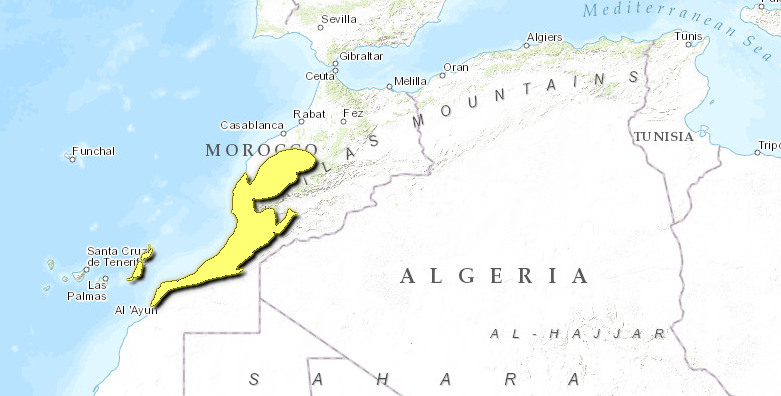
خريطة إنتشار شجرة الأركان في المغرب.